# سام نلسون
سام نلسون (انگلیسی: Sam Nelson; ۱۱ مهٔ ۱۸۹۶ – ۱ مهٔ ۱۹۶۳) کارگردان فیلم اهل ایالات متحده آمریکا بود.